# Helge Weindler
Helge Weindler (* 16. Juli 1947 in Furth im Wald; † 22. März 1996 in Almería, Spanien) war ein deutscher Kameramann.

## Leben
Nach einer Ausbildung zum Fotografen besuchte Weindler die Hochschule für Fernsehen und Film München. Sein Spielfilmdebüt gab er mit Peter F. Bringmanns Theo gegen den Rest der Welt. Mit Bringmann drehte er auch Die Heartbreakers und Der Schneemann. Weindler fotografierte Gabi Kubachs Filme Rendezvous in Paris und Trauma, Dominik Grafs Arbeiten Das zweite Gesicht, Neonstadt und Treffer. Mit seiner Lebensgefährtin und späteren Ehefrau Doris Dörrie drehte Weindler die Filme Männer, Paradies, Ich und Er, Geld und Keiner liebt mich. 
Weindler starb während der Arbeit zu Dörries Bin ich schön? an einer Hirnhautentzündung.

## Filmografie

### Kino
- 1977: Punk in London
- 1978: Coda
- 1979: Nachtmahr
- 1980: Vagabunden Karawane
- 1980: Theo gegen den Rest der Welt (Regie: Peter F. Bringmann)
- 1982: Neonstadt
- 1982: Das zweite Gesicht
- 1982: Rendezvous in Paris (Regie: Gabi Kubach)
- 1983: Trauma
- 1983: Die Heartbreakers (Regie: Peter F. Bringmann)
- 1984: Der Schneemann (Regie: Peter F. Bringmann)
- 1985: Unser Mann im Dschungel (Regie: Rudolf Steiner)
- 1985: Männer (Regie: Doris Dörrie)
- 1986: Paradies (Regie: Doris Dörrie)
- 1987: Helsinki Napoli All Night Long
- 1988: Ich und Er (Regie: Doris Dörrie)
- 1989: Inschallah
- 1989: Geld (Regie: Doris Dörrie)
- 1991: Happy Birthday, Türke! (Regie: Doris Dörrie)
- 1993: I’ll Never Get Out of This World Alive
- 1994: Keiner liebt mich (Regie: Doris Dörrie)

### Fernsehen
- 1979: Brennende Langeweile
- 1980: Geteilte Freude
- 1978: Elfriede
- 1980: Tatort – Der Zeuge (TV-Reihe)
- 1984: Treffer
- 1985: Gambit
- 1986: Auf Achse – Arrivederci (TV-Serie)
- 1987: Wann, wenn nicht jetzt
- 1993: Was darf’s denn sein? (Regie: Doris Dörrie)